# غريغ روبنسون
غريغ روبنسون (بالإنجليزية: Greg Robinson) هو لاعب كرة قدم أمريكية أمريكي، ولد في 21 أكتوبر 1992 في ثيبودوكس في الولايات المتحدة.

## وصلات خارجية
- غريغ روبنسون على موقع مرجع كرة القدم المحترفة.كوم (الإنجليزية)